# صباح خوري
صباح خوري (10 نوفمبر 1982 -) هو لاعب كرة سلة لبناني يلعب كمدافع مسدد الهدف لنادي الحكمة في دوري كرة السلة اللبنانية.  لعب في السابق مع نادي المريميين الشانفيل الرياضي، ونادي عمشيت والمتحد طرابلس في دوري كرة السلة اللبناني، كما لعب مع نادي تشينغداو دوبليستار في دوري كرة السلة الصيني. كما شارك في البطولات الدولية مع المنتخب الوطني اللبناني لكرة السلة.

## بدايته
ولد صباح خوري في الكويت في 10 نوفمبر 1982 وعاش في لبنان حتى ببلغ عمره 15 عامًا، ثم انتقل إلى الولايات المتحدة لإنهاء المرحلة الثانوية، لعب في مدرسة أوكيموس الثانوية، وفاز ببطولة المنطقة خلال سنته العليا عام 2001، وانتهت مسيرته بخسارة أمام مدرسة كالامازو المركزية الثانوية، حيث سجل 33 نقطة ضد نجم كرة القدم في المستقبل غريج جينينغز. ثم التحق بكلية لدراسة إدارة الأعمال قبل العودة إلى لبنان في سن 19 عامًا لمواصلة دراساته هناك.

## مسيرته الاحترافية

### 2002-2005
عندما عاد إلى لبنان، اهتم به عدة فرق مثل نادي المريميين الشانفيل الرياضي ونادي الحكمة الرياضي، وبعد مباريات قليلة مع فريق الحكمة؛ وقَّع عقدًا لمدة ثلاث سنوات مع الفريق (2002-2005) وبدأ باللعب كمحترف في سن 19.

#### موسم 2002-2003
- إنجازاته مع الفريق
  - بطل الدوري اللبناني لكرة السلة.
  - بطل كأس كرة السلة اللبناني.
- الإنجازات الفردية
  - أفضل ثالث لاعب في بطولة دبي لكرة السلة
  - واحدة من أفضل الرميات الثلاثية في دوري كرة السلة اللبناني

#### موسم 2003–2004
- إنجازاته مع الفريق
  - بطل الدوري اللبناني لكرة السلة.
  - نهائي كأس كرة السلة اللبناني.
  - بطل غرب آسيا لكرة السلة.
  - بطل دوري أبطال آسيا لكرة السلة.
- الإنجازات الفردية
  - أفضل لاعب مساعد في دوري غرب آسيا لكرة السلة

وفي هذا الموسم تمكن صباح وزملاؤه في نادي الحكمة من هزيمة نادي المريميين الشانفيل الرياضي ونادي الرياضي بيروت بدون أي لاعبين أجانب.

#### موسم 2004-2005
- إنجازاته مع الفريق
  - نهائي دوري كرة السلة اللبناني.
  - بطل غرب آسيا لكرة السلة.
  - بطولة دوري أبطال آسيا لكرة السلة: المركز الثالث.
- الانجازات الفردية
  - أحد أفضل الهدافين في دوري كرة السلة اللبناني

### 2005-2006
بعد عام 2005 عندما بلغ عمره 22 عامًا؛ أراد المدرب غسان سركيس أن يلعب مع فريق الشانفيل، لذا انتهز صباح الفرصة ووقع عقدًا لمدة عام مع الفريق (2005-06).

#### موسم 2005-06
- إنجازاته مع الفريق
  - نصف نهائي دوري كرة السلة اللبناني.
- الإنجازات الفردية
  - أحد أفضل الهدافين في دوري كرة السلة اللبناني.
  - واحدة من أفضل الرميات الثلاثية في دوري كرة السلة اللبناني.

### 2006-2007
بعد عام 2006 مع الشانفيل، وقّع صباح عقدًا لمدة عامين مع نادي الحكمة، لكن في نفس الصيف استقال رئيس النادي وكان نادي الحكمة في حالة فوضى كبيرة، وفي هذه الأثناء كان صباح يلعب مع المنتخب اللبناني لكرة السلة في كأس العالم لكرة السلة في اليابان، وبعد عودته لم يكن هناك فريق في نادي الحكمة، فتفاوض مع عدة أندية أخرى، واختار نادي المتحد طرابلس في نهاية المطاف، وبعد أسابيع قليلة من توقيع صباح عقدًا مدته عام واحد مع المتحد طرابلس (2006-2007)، شكّل نادي الحكمة فريقًا في اللحظة الأخيرة فقط لمنع الهبوط إلى دوري الدرجة الثانية وسمح الاتحاد اللبناني لكرة السلة لهم بالتوقيع مع لاعبين مجانيين، حصل صباح مع نادي المتحد طرابلس على المركز الخامس في الدوري وكان صباح أحد أفضل اللاعبين المساعدين.

### 2007-2009
بعد انتهاء عقده مع المتحد طرابلس، عاد صباح إلى الحكمة بعقد لمدة عامين (2007-2009) وكان قائد الفريق للمرة الأولى.

#### موسم 2007-2008
- إنجازاته مع الفريق
  - نهائي دوري كرة السلة العربي.
- الإنجازات الفردية
  - أفضل لاعب عربي في دوري كرة السلة العربي.
  - أفضل لاعب لبناني في مركز مساعد.
- إحصائيات الموسم:
  - 22 مباراة:
  - 14.4 نقطة في المباراة
  - 5.4 كرة مرتدة في المباراة.

ومازال صباح قائد الفريق حتى الآن.

## الفرق
- كلية لانسنج كوميونيتي (2001-2002)
- نادي الحكمة (2002-2005)
- نادي المريميين الشانفيل الرياضي (2005-2006)
- المتحد طرابلس (2006-2007)
- نادي الحكمة (2007-2009)
- تشينغداو دبليستار (2009-2010)
- نادي الحكمة (2010-2012)
- نادي عمشيت (2012-2013)
- نادي المريميين الشانفيل الرياضي (2013-2014)[3]
- نادي الحكمة (2015-)[4]

## روابط خارجية
- صباح خوري على موقع الاتحاد الدولي لكرة السلة (الإنجليزية)
- صباح خوري على موقع الاتحاد الدولي لكرة السلة (الإنجليزية)
- صباح خوري على موقع كرة السلة الأوروبية.كوم (الإنجليزية)
- صباح خوري على موقع ريلجم (الإنجليزية)
- صباح خوري على موقع بروبوليرز (الإنجليزية)